# آرآر زن برزنجیر
آرآر زن برزنجیر یک ستاره است که در صورت فلکی آندرومدا قرار دارد.